# 32594 Nathandeng
32594 Nathandeng è un asteroide della fascia principale. Scoperto nel 2001, presenta un'orbita caratterizzata da un semiasse maggiore pari a 2,5942156 UA e da un'eccentricità di 0,0146218, inclinata di 2,66051° rispetto all'eclittica.